# Rivolta antifrancese in Garfagnana 1796-1797
Tra la fine del 1796 e l'inizio del 1797 si sviluppò in parte della Garfagnana una insurrezione antifrancese, originata dall'insofferenza verso il pagamento dei pesanti indennizzi economici imposti dalle truppe di Bonaparte per sostenere le spese della Campagna d'Italia. Queste motivazioni economiche si sommarono alla contrarietà di gran parte di quella popolazione, fedele al regime estense, all'ideologia dalla Rivoluzione e del giacobinismo. Per oltre un mese i ribelli furono padroni della zona, ma quando le truppe francesi ne ripresero il controllo non opposero resistenza. Tuttavia la repressione che ne seguì, su sollecitazione dello stesso Bonaparte, fu particolarmente dura.

## Contesto storico
Sin dal XV secolo la Garfagnana, al fine di sottrarsi alla ricorrenti guerre tra Lucca e Firenze, decise di investire gli Este, quali Duchi di Modena e Reggio, del possesso di quel territorio ed alla fine del 1451 si concluse un processo durante il quale, a varie riprese, le località si erano spontaneamente consegnate agli Este, anche se costoro solo nel 1598 trasferiranno la propria capitale a Modena. Queste scelte erano state in qualche modo ricompensate, da parte dei nuovi governanti, con la definizione di una certa autonomia dell'area estesa per circa 450 Km quadrati ed eretta in una "Provincia".
Dotata anche di un proprio Parlamento competente per taluni affari locali, di una pressione fiscale non eccessiva, e tenuta esente da una presenza locale della Inquisizione, la vallata, nella quale vivevano a quel tempo circa 24 000 abitanti, aveva fruito di un relativo benessere ed era caratterizzata da un esteso consenso al governo ducale, tanto che quando nel luglio 1796 Giovanni Fantoni vi si era recato per cercare adesioni al nuovo corso rivoluzionario aveva trovato ben pochi consensi.

## Le imposizioni francesi
Dopo oltre tre secoli di scarsi mutamenti, la situazione cambiò repentinamente quando, di fronte all'avvicinarsi delle truppe napoleoniche vittoriose, il 7 maggio 1796 il duca di Modena Ercole III, temendo per i suoi averi, scappò con essi a Venezia, nominando una reggenza alla quale spettò il compito di far fronte alle esose richieste francesi di pagamento. 
A tale fine tra il 26 ed il 28 giugno 1796 vi fu uno scambio di corrispondenza tra i reggenti di Modena ed il Governatore della "Provincia", Giampietro Mulazzani, con la quale i primi chiedevano di fornire grano ed il secondo affermava che la vallata non era in grado di inviarne, neppure ricorrendo alla disponibilità delle famiglie più ricche.
L'atteggiamento diffidente della Garfagnana era già emerso in precedenza, quando il 17 maggio era arrivata la richiesta di sottoscrivere una quota del prestito al 6%, necessario per far fronte al pagamento dell'indennità di 7 milioni e mezzo di lire modenesi imposto dai Francesi all'intero Ducato e che avrebbe dovuto essere garantito da una "equa imposta"; la richiesta trovò un così scarso riscontro che il 24 maggio fu necessario trasformarla in un prestito forzoso per il quale Mulazzani emanò un bando con cui

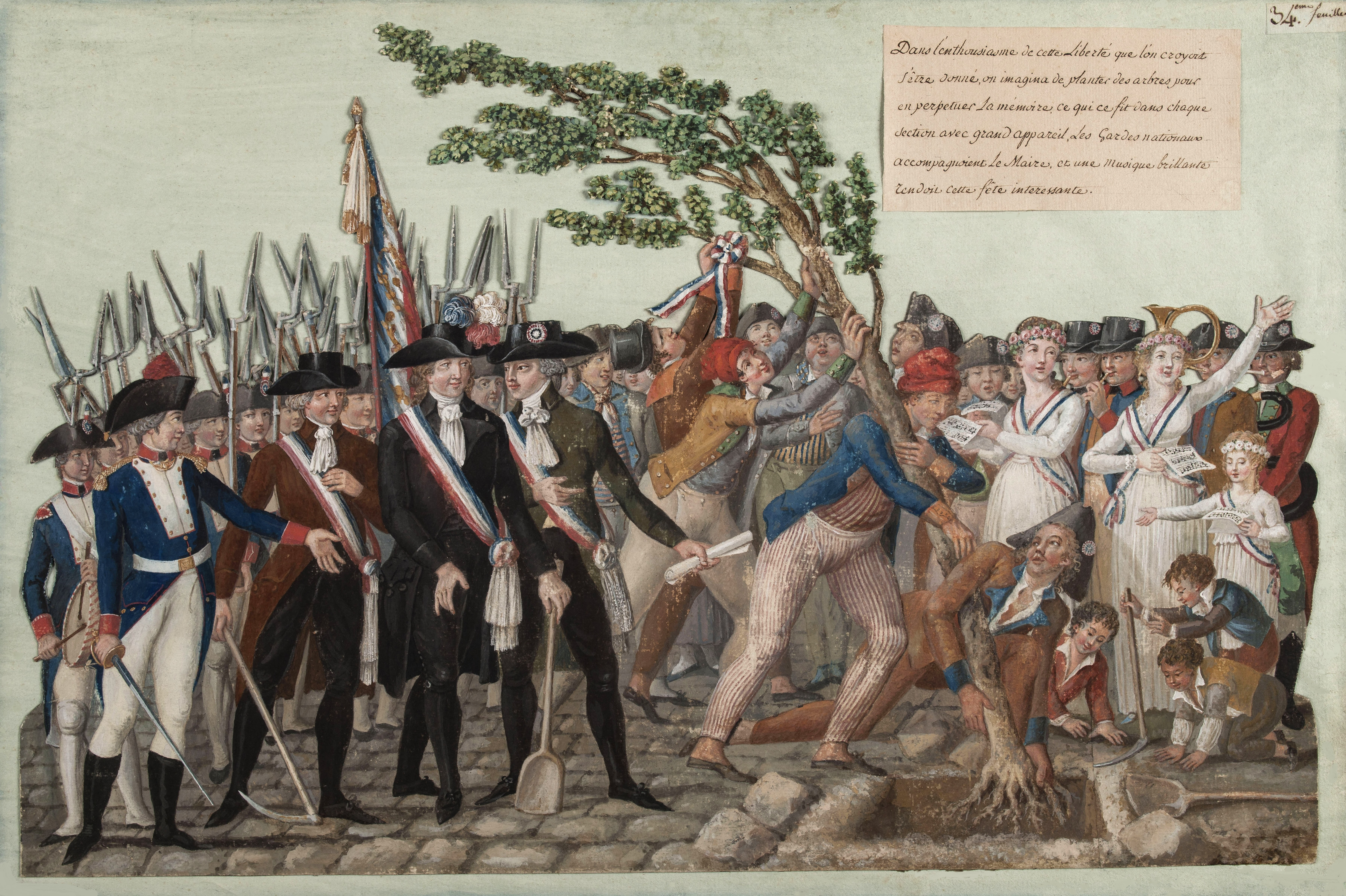
Una cerimonia di impianto dell'albero della libertà, che fu ovunque il simbolo dell'adesione ai principi rivoluzionari importati della Francia

.Alla fine si riuscì a raccogliere nella zona, tra denaro, oro ed argento, poco più di 170 000 lire modenesi, che il 15 giugno presero la via di Modena Ma intanto le disposizioni continuavano: il 10 giugno ne era arrivata un'altra con la quale si ordinava di condurre a Modena tutti i cavalli disponibili per farli valutare dai commissari degli approvvigionamenti francesi e si faceva divieto, in vista di possibili requisizioni, di esportare i bovini, una delle attività su cui si basava l'economia della vallata . Ad entrambe le richieste i Garfagnini avevano risposto con ben poco entusiasmo e, in qualche caso (come a Camporgiano) con palese ostilità. Poi il 17 settembre venne emanato un ulteriore bando con cui. lodando la lealtà della valle, si chiedeva che venisse costituito un "corpo" di 150 volontari; ma nonostante che si annunciasse 
 non fu senza difficoltà che si riuscì ad arruolare il contingente, che, mentre il 7 ottobre stava per partire per Modena, ricevette l'ordine di sciogliersi, conseguenza del fatto che il 4 Bonaparte aveva dichiarato decaduto il Duca. Su tutto incombeva il timore che la vallata, lontana dai centri del governo anche a causa di secolari difficoltà delle vie di comunicazione, impoverita dalle pretese francesi ed abbandonata a se stessa, potesse andare incontro ad una grave penuria invernale di cibo, quasi una carestia.

## Prime avvisaglie del malcontento
Gli avvenimenti si susseguivano rapidamente perché ad agosto sia a Reggio che a Modena erano decadute le reggenze provvisorie ancora legate al ducato ed i governi che le avevano sostituite stavano avviando l'iter di formazione della Repubblica Cispadana.
Quando il 9 ottobre la notizia della decadenza del Duca arrivò a Castelnuovo, fu da molti interpretata come una possibilità di riacquistare una forte autonomia - se non una indipendenza - della quale si fece interprete il locale Parlamento, riunito il 13 allo scopo di eleggere i rappresentanti della Garfagnana da inviare al 1º Congresso Cispadano di Modena (Paolo Pieroni, Bartolomeo Aloisi e Nicolò Ferrari).
Costoro, consapevoli del malcontento che stava montando nella zona, e male interpretando il significato della "libertà" che si stava proclamando, indirizzarono a Bonaparte una richiesta affinché venisse riconosciuta alla vallata «una specie di libertà che essa godeva prima del 1430 quando si fé suddita volontaria della casa d'Este», richiesta di sapore municipalista che il 17 ottobre venne respinta essendo ben altri i progetti in corso, dato che in quelle stesse settimane stava prendendo forma la tesi della repubblica "una ed indivisibile". Per tentare di affermare appieno il nuovo regime, nei primi giorni di novembre 1796 veniva eretto a Castelnuovo un simbolico "albero della libertà".
Ma intanto i rapporti con la capitale, impegnata nella preparazione del 2º Congresso cispadano, procedevano confusamente sino a che a metà novembre arrivò da Modena la comunicazione che, per disposizione francese, il governatore Mulazzani, era destituito e le truppe di guarnigione licenziate, anche a causa della mancanza di fondi; questo diede luogo ad un periodo di grande disordine cui invano cercò di far fronte il podestà di Castelnuovo Ippolito Zuccoli che segnalò lo stato di crescente anarchia in cui stava precipitando l'area, con la richiesta di un intervento delle autorità statali.

## Esplode la ribellione
Le poco convinte manifestazioni a favore del nuovo corso non furono in grado di bloccare la rivolta che iniziò la sera del 25 novembre 1796, quando giunsero notizie contraddittorie sulla battaglia di Arcole, con errate informazioni su un successo austriaco. La mattina successiva la sommossa riprese, animata dal frate Pier Paolo Maggesi, che già era stato confessore del Duca di Modena e che in seguito verrà descritto (anche se va precisato che si tratta della versione "giacobina") come «un frate scandaloso e senza virtù né religione, scacciato da Modena, [che] si portò a Castelnuovo ed ivi, unitosi ai suoi cattivi parenti e ad altri uomini perfidi, eccitò quel popolo alla rivoluzione». 

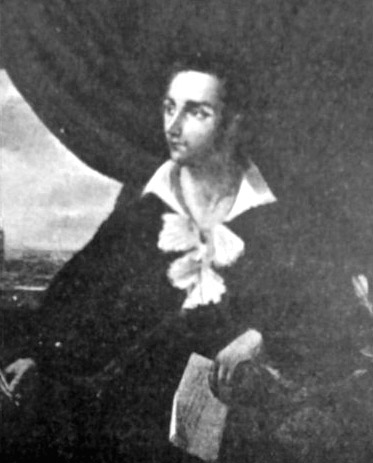
IL letterato Giovanni Fantoni ("Labindo") faceva parte della delegazione modenese che nel novembre 1796 gli insorti della Garfagnana costrinsero a fuggire

La folla costrinse alla fuga il delegato del governo Nicolò Franceschetti, distrusse l'albero della libertà ed ingiunse ad un ufficiale noto per le simpatie verso i francesi, di donare tutto il grano che possedeva per evitare d'essere passato per le armi. Di fronte alla sollevazione ogni residuo di autorità si disintegrò ed il 27 novembre gli insorti, senza incontrare alcuna resistenza, si impadronirono della Fortezza di Mont'Alfonso che, assieme a quella delle Verrucole, costituiva il perno del sistema militare della vallata: dalle fortezze vennero portati via armi e 4 cannoni per sistemarli nella piazza principale del capoluogo, mentre sui torrioni venivano rialzate le aquile estensi. Il raggrupparsi di tanta folla era stato facilitato dal fatto che quello fosse un giorno di mercato, al quale erano affluiti, in particolare 800 abitanti provenienti da Vagli.
Pochi giorni dopo gli insorti, avuta notizia che stavano arrivando due rappresentanti del governo, Luigi Valdrighi (appartenente ad una delle più note famiglie di Castelnuovo) e Piero Notari, che, accompagnati dal Fantoni, erano stati inviati da Reggio a seguito delle richieste pervenute in precedenza dalle locali autorità, li attesero con intenzioni ostili a Pieve Fosciana. Preavvisati dell'agguato i tre delegati riuscirono a mettersi in salvo solo percorrendo sentieri di montagna nei pressi di Sillicagnana, ma nell'urgenza di fuggire dovettero abbandonare i bagagli, dentro i quali i rivoltosi trovarono dei documenti che permisero loro di individuare i nomi dei simpatizzanti filofrancesi: ad uno di essi, Rinaldo Peracchi, bruciarono la casa, mentre altri dovettero scappare. All'inizio di dicembre gli insorti erano padroni di tutti gli impianti militari ed anche della parte centrale della Garfagnana.

## Bonaparte ordina la repressione
Ben presto, tuttavia, il moto cadde nel disordine in cui finì per prevalere una plebe minacciosa che obbligava le famiglie più ricche a versare contribuzioni per la difesa, imponeva con la violenza un arruolamento forzato in una sorta di "Guardia civica", e non esitava a minacciare lo stesso Parlamento locale, quando il 2 dicembre vennero puntati dei cannoni contro la rocca di Mont'Alfonso in cui esso si era riunito; tuttavia, al termine dell'assemblea, prevalse una linea conciliante da cui scaturì una "lettera di pentimento". 

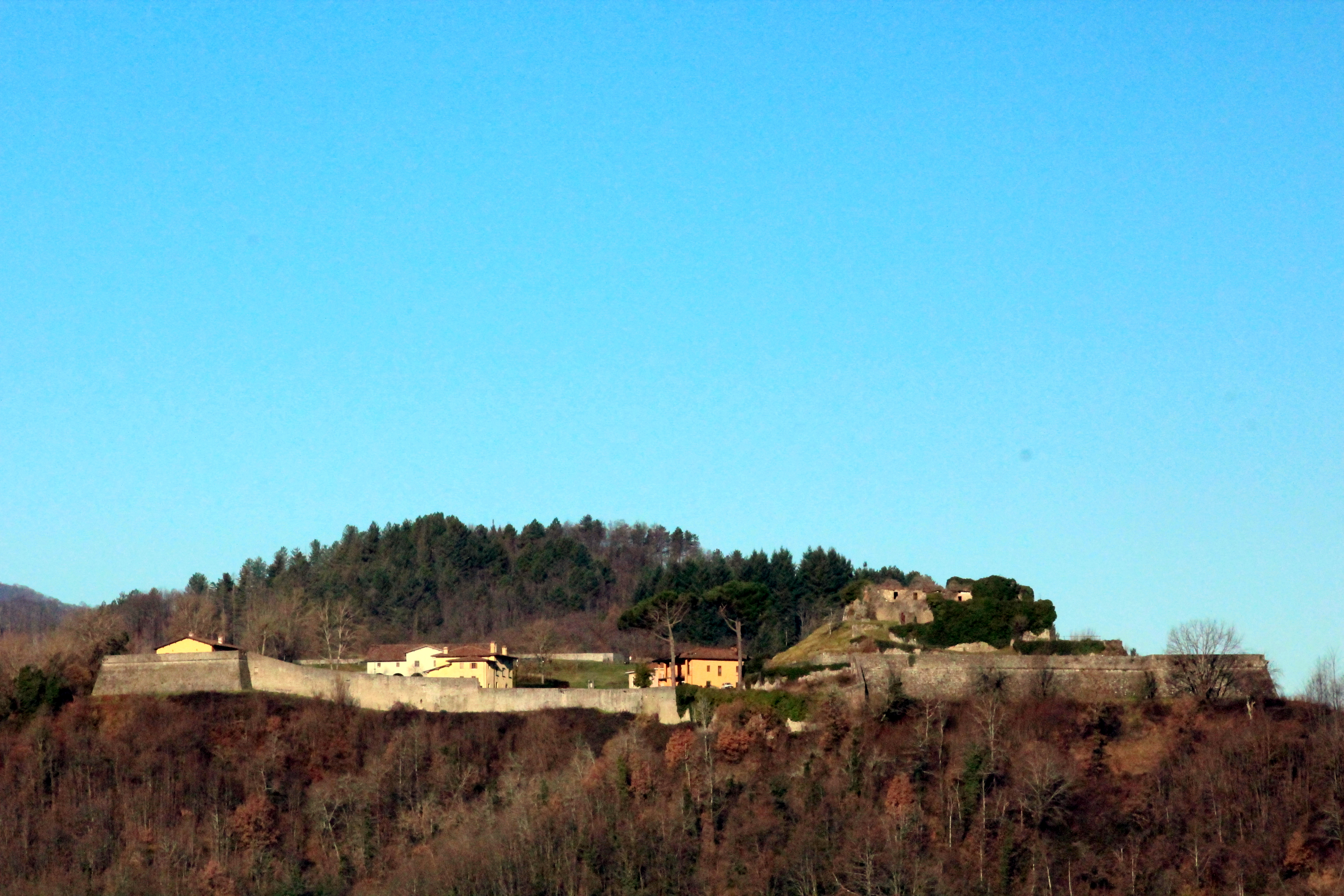
La Fortezza di Monte Alfonso a Castelnuovo Garfagnana fu uno dei capisaldi militari della vallata di cui gli insorti si impadronirono durante la sommossa antifrancese del 1796 - 97

Il problema degli insorgenti, infatti, era che una buona parte della Garfagnana, soprattutto quella più popolosa della zona di Camporgiano, era rimasta indifferente al moto e pertanto essi non avevano ricevuto rinforzi, per cui la sommossa appariva ormai perdente. Ciononostante si tentò di costituire un governo, presieduto da un avvocato, Martino Maria Fieri, e di organizzarsi militarmente nominando alcuni ufficiali per disciplinare i rivoltosi; non riuscì però alcun collegamento con altri possibili focolai di rivolta nel Frignano ed a Carpi.
Con il passare dei giorni, e ben conoscendo il trattamento riservato nell'estate precedente a Lugo di Romagna ed alle altre località che si erano rivoltate, iniziò a serpeggiare nella popolazione la paura della reazione francese. Timore ben fondato in quanto Bonaparte, avvisato dell'insurrezione, si preoccupò per il mancato controllo di un'area che strategicamente poteva diventare una via per attaccarlo alle spalle mentre si trovava impegnato nel contrasto alle continue offensive austriache e nell'assedio di Mantova; egli scrisse quindi il 3 dicembre 1796 al generale Rusca, comandante del presidio francese di Modena e Reggio, incaricandolo di effettuare un intervento repressivo:
(Correspondances de Napoleon Ier, Paris, Pion-Doumaine, 1859, 2° vol, fiche 188)

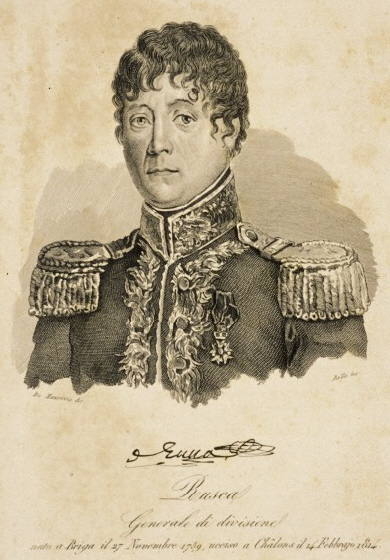
Il generale Jean-Baptiste Rusca comandò la spedizione in Garfagnana del dicembre 1796-gennaio 1797 che si concluse con una dura repressione

L'inquietudine di Bonaparte per la situazione strategica lo indusse ad inviare a Rusca il 10 dicembre un secondo ordine, ancora più duro:
(Correspondances de Napoleon Ier, Paris, Pion-Doumaine, 1859, 2° vol, fiche 202)

## La reazione francese
Motivato da così rigidi ordini, Rusca si mosse con rapidità. L'8 dicembre spedì un corriere in Garfagnana con proclami nei quali ordinava ai ribelli di rialzare l'albero della libertà, abbattere gli stemmi estensi, restituire Montealfonso e rinnovare un giuramento di fedeltà alla Repubblica
Dopo aver respinto il 15 dicembre una prima richiesta di "perdono" da parte dei ribelli anche perché accompagnata da condizioni, 3 giorni dopo diede il via ad una spedizione militare partendo alle 9 del mattino dal Palazzo ex ducale di Modena con 4 000 soldati, dei quali 1 000 appartenenti a formazioni italiane. In particolare del corpo comandato da Rusca facevano parte 343 elementi della coorte modenese e 320 di quella reggiana, oltre a 52 artiglieri e 46 cacciatori a cavallo, tutti in forza alla legione Cispadana.
Rusca si diresse verso Lucca evitando la via più agevole del Passo delle Radici che si temeva controllata dagli insorti. L'obiettivo di Rusca non era soltanto la Garfagnana, in quanto egli si trovò ad affrontare anche una sommossa scoppiata a Carrara. Dal punto di vista strategico egli puntava su Livorno per eliminare un possibile punto di appoggio della flotta inglese del Mediterraneo garantendo così le spalle dell'Armata d'Italia. Infatti solo 700 soldati del corpo di spedizione furono quelli destinati ad operare nella vallata.

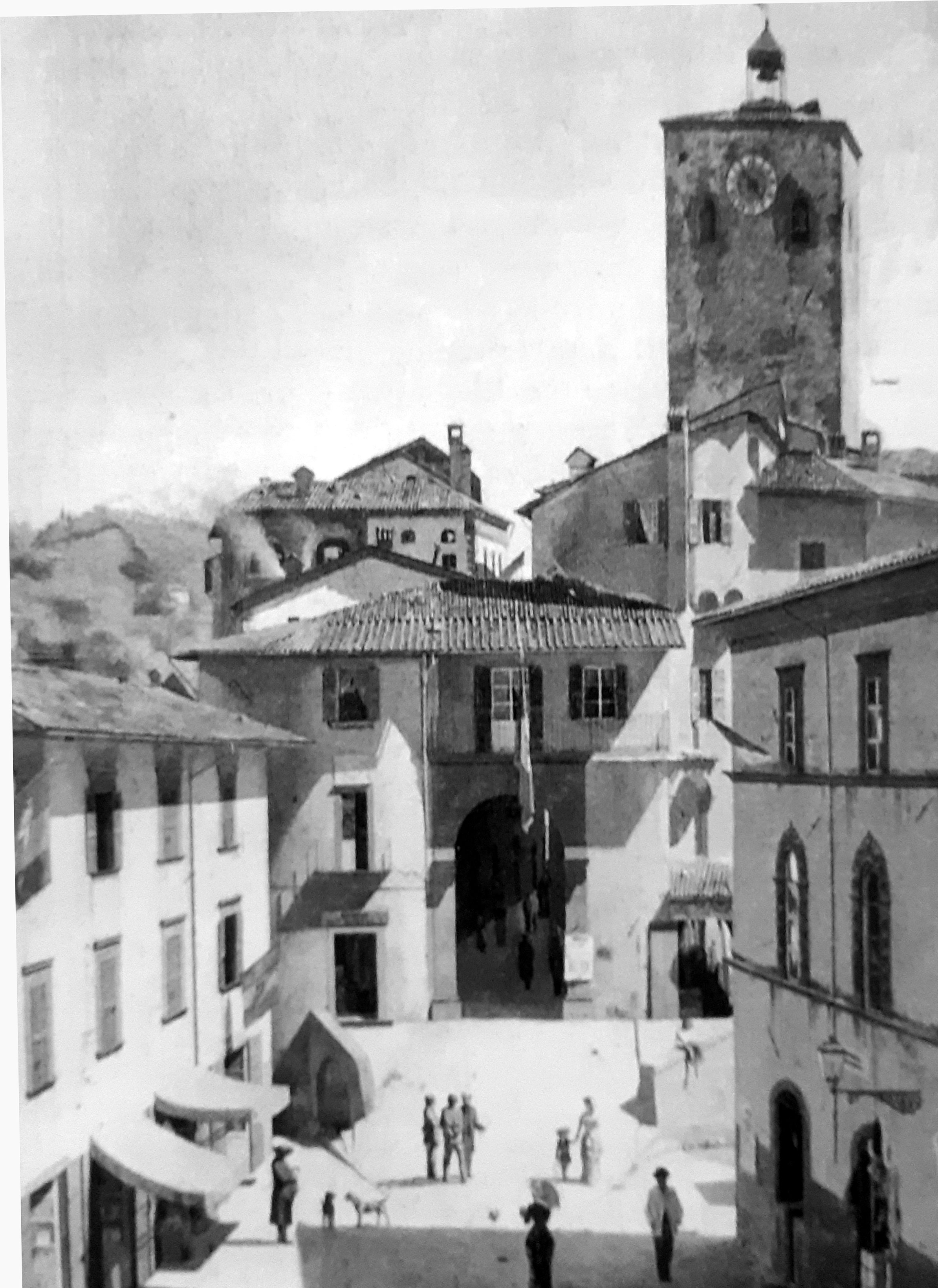
Il centro di Castelnuovo Garfagnana nel XIX secolo. Qui nel 1797 avvennero le fucilazioni ordinate come punizione per la insurrezione dell'inverno 1796-97

Secondo la testimonianza di un ufficiale appartenente alla coorte reggiana della Legione Cispadana:

## Processi e fucilazioni
Benché fosse bastata la notizia dell'arrivo delle truppe francesi per disperdere i rivoltosi, che non opposero alcuna resistenza armata, la repressione fu comunque molto dura. Essa si realizzò, in particolare, con l'istituzione di una Commissione militare, che operò negli stessi giorni in cui a Reggio erano in corso le discussioni nel 2º Congresso Cispadano. Per dare una parvenza di legalità, furono istruiti 4 processi, per quanto sommari.
Il primo di essi si tenne il 30 dicembre, davanti ad una Corte marziale di cui fecero parte 5 ufficiali francesi più uno (il sottotenente Piberese) appartenente alla coorte modenese della Legione Cispadana. Questo primo processo si svolse a carico del frate Maggesi, di due suoi fratelli laici, e di altri 5 residenti a Castelnuovo capoluogo, più uno della frazione di Antisciana, tutti già fuggiti e quindi tutti condannati a morte in contumacia. Quale "pena accessoria" si stabilì di distruggere la casa dei Maggesi con il fuoco, ma poi, constatando che l'incendio poteva estendersi ad altri edifici, se ne ordinò il saccheggio e la demolizione.
Nello stesso giorno la stessa Corte, con gli stessi ufficiali francesi integrati in questo caso dal maggiore Pietro Angieri della coorte di Modena, processarono a condannarono a morte il diciottenne Angelo Masotti, colpevole di aver gestito, quale esperto cannoniere, la rimozione dei pezzi d'artiglieria dalla fortezza e di averli armati sulla piazza del capoluogo. La fucilazione sulla stessa piazza fu immediatamente eseguita.

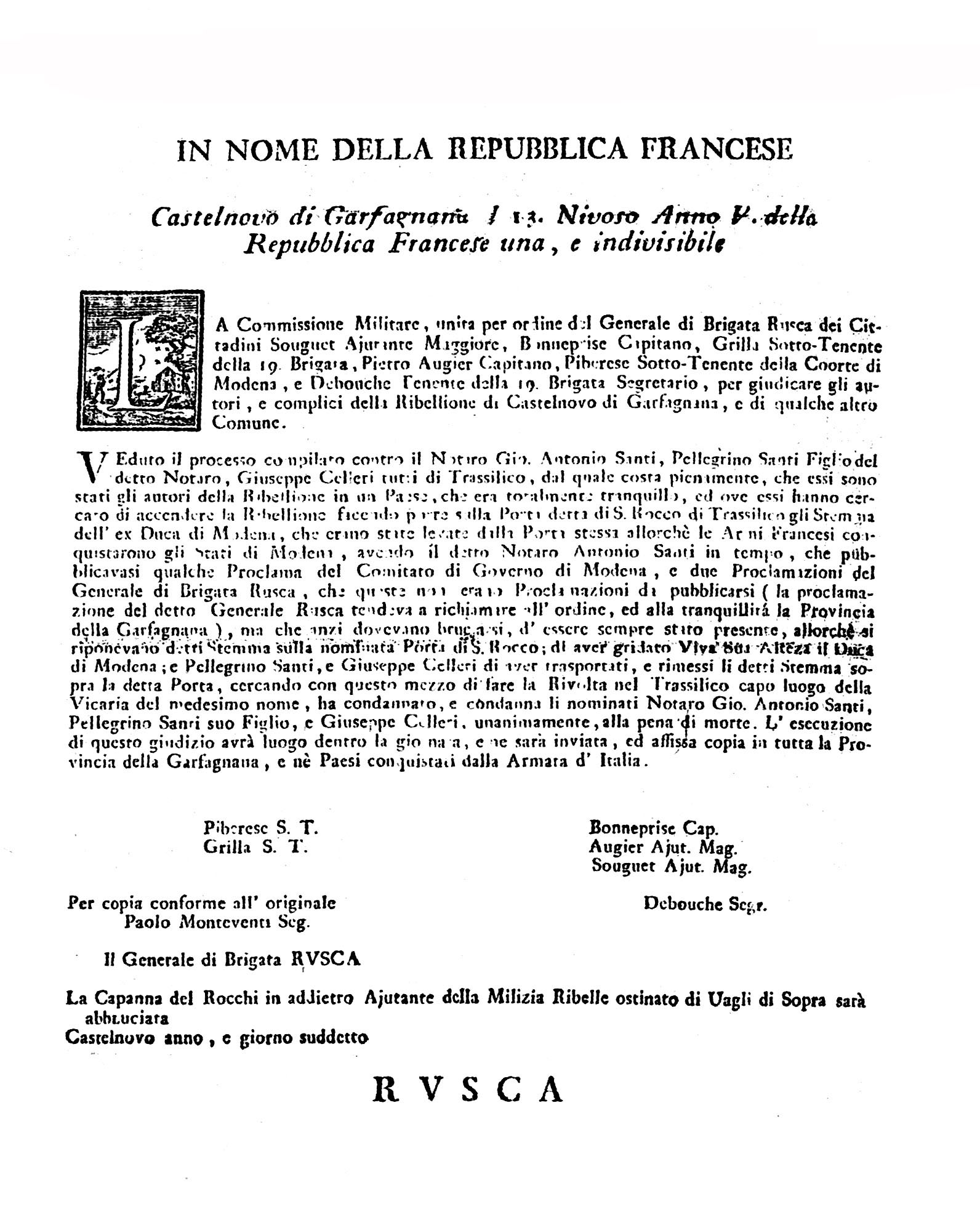
Manifesto con il proclama del generale Rusca che dà notizia delle fucilazioni avvenute a seguito dalla rivolta del dicembre 1796 in Garfagnana

Il giorno successivo, 31 dicembre, una terza Corte marziale, composta in gran parte da altri ufficiali francesi (anche in questo integrati con due militari della coorte modenese) processarono Giovanni Pietro Ruggi, anch'egli diciottenne, figlio dell'oste di Montalfonso, che aveva partecipato alla rimozione dei cannoni ed all'arresto di alcuni soldati ducali di stanza nella fortezza. Anche in questo caso condanna a morte ed immediata fucilazione. Tutte le sentenze ed i verbali delle avvenute fucilazioni vennero affissi in ogni località della vallata.
Tuttavia, il numero maggiore di vittime, tutte di Trassilico, si ebbe con il quarto processo, che si tenne il 2 gennaio 1797, ad opera della stessa Corte del 31 dicembre. In questo caso andarono a giudizio il Notaro Gian Antonio Santi e suo figlio Pellegrino, responsabili, soprattutto il primo, di aver giustificato con la redazione di atti pubblici la legalità dell'insurrezione e la legittimità di ripristinare la insegne ducali e di inneggiare al Duca. Insieme a loro venne giudicato Giuseppe Celeri, quale riconosciuto animatore della ribellione. L'inevitabile condanna a morte per fucilazione fu anch'essa eseguita nella stessa giornata.
La durezza dell'intervento francese fu certamente dovuta al timore di perdere un'area di importanza strategica per la situazione militare di quelle settimane, come lo stesso Bonaparte spiegò in una lettera al Direttorio
(Correspondances de Napoleon Ier, Paris, Pion-Doumaine, 1859, 2° vol, fiche 1321)
ed anche i contemporanei sostenitori del "nuovo corso" la definirono «eccessiva», dato che in fondo non v'era stata alcuna resistenza armata: «cinque capi [della rivolta n.d.r.] sono stati fucilati, altri, pur non essendo stati autori delle ribellioni, furono tolti in ostaggio assieme coi più ricchi dei Comuni ribelli; altri, che s'erano armati per minacce fatte loro dai ribelli, dopo aver assistito in catene alle esecuzioni, furono rimessi in libertà; la casa di un capo ribelle di Vagli, dopo un orribile saccheggio. è stata data alle fiamme. Le lagrime di compunzione irrigarono per più giorni le strade di Castelnuovo. L'impresa non fu certo degna delle vittoriose armi repubblicane, con soldati valorosi costretti a compiere il poco onorevole compito di giustizieri».

## Conseguenze della sommossa
Solo dopo questi pesanti interventi, Rusca, raggiunto a Lucca da 6 delegati della Garfagnana, si decise a concedere un indulto, anche perché era consapevole che la truppa raccogliticcia di cui disponeva, composta in buona parte da lombardi con scarse motivazioni ed ancor meno equipaggiamento, era soggetta a continue diserzioni e poco affidabile. Proclamò quindi che 

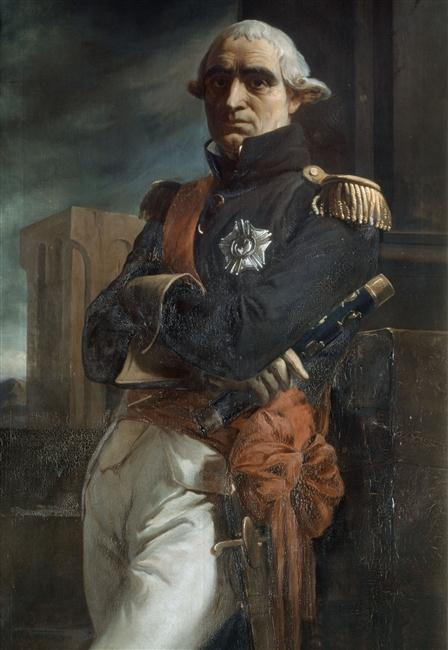
Il generale Sérurier, che ordinò la fucilazione di un soldato della coorte reggiana a seguito delle violenze compiute al ritorno dalla Garfagnana

Nonostante la "pacificazione" la situazione restò ancora tesa per qualche tempo e lo stesso Bonaparte il 7 gennaio 1797, quando tutto era finito, scrisse nuovamente minacciando di perseguire i religiosi qualora «la santità dei loro caratteri divenisse nelle mani dei male intenzionati strumento di discordia e di stragi». In quello stesso giorno 10 ostaggi - 5 ecclesiastici e 5 laici - tutti appartenenti a famiglie abbienti della zona, furono trasferiti a Modena, e da qui il 10 gennaio vennero ulteriormente deportati verso Milano, dove dovettero restare per circa 2 mesi. Si avanzarono anche interpretazioni, non si sa quanto fondate, sui motivi della rivolta sostenendo che fosse stata «ordita dai preti e dai frati [con] le principali operazioni maturate nel convento dei Cappuccini con grandi personaggi molto accetti alla Curia romana ed a quella lucchese».
Nella Garfagnana fu mantenuto il controllo militare, tanto che i 2 deputati inviati al 2º Congresso Cispadano che iniziò a Reggio il 27 dicembre 1796 (ma essi ci arrivarono solo l'8 gennaio 1797) e che presero parte anche al 3º a Modena, furono gli unici a non essere eletti, bensì nominati direttamente dal Generale Rusca. I Francesi imposero anche una pesante indennità economica di 400 zecchini oro, ma la discussione su chi dovesse pagare il conto si trascinò a lungo: ancora nel 1798, quando già la Repubblica Cispadana non esisteva più, la questione era pendente presso la Repubblica Cisalpina, che infine con sentenza del 18 marzo 1798 decise di incaricare il Dipartimento affinché recuperasse le spese esclusivamente con la vendita dei beni di quanti erano effettivamente coinvolti nella sommossa. Poi con il ritorno degli Austriaci nel 1799 la questione cadde nel nulla.
Le condanne a morte dei contumaci non furono mai revocate e tutti i fuggiaschi dovettero vivere in esilio sino alla caduta di Bonaparte. La "spedizione punitiva" dell'inverno 1796-97 contro la Garfagnana fece anche altre vittime quando il 6 gennaio, durante la marcia di rientro verso Bologna, un'unità della coorte reggiana si abbandonò a gravi saccheggi e ad atti di violenza contro gli abitanti del villaggio di Madonna dei Boschi. Per questi fatti il 26 gennaio, a Bologna, su disposizione del comandante francese che era succeduto a Rusca, il generale Sérurier, venne deferito ad una corte marziale e poi fucilato sulla piazza del mercato il soldato Bonaventura Ronchetti, considerato il principale responsabile dell'accaduto; altri 20 vennero condannati a severe pene detentive e costretti ad assistere in catene alla fucilazione. Il comandante della coorte reggiana, Scaruffi, forte dei suoi trascorsi a Montechiarugolo, non fu condannato, ma subì un formale rimprovero per negligenza.